# Commando Georges
Le Commando Georges, connu aussi sous le nom de « commando musulman », est un « commando de chasse » constitué par le lieutenant Georges Grillot en 1959, pendant la guerre d'Algérie.
Unité d'élite composée essentiellement d’anciens membres du Front de libération nationale (FLN) et de l’Armée de libération nationale (ALN) ralliés à la France, le commando est dissous en avril 1962.

## Création et différentes dénominations
- février 1959 : création du commando
- 28 avril 1962 : dissolution du commando

## Historique des garnisons, combats et batailles

### Historique de l'unité
Le commando « Georges » de Saïda, ou « commando musulman », est l’un des premiers « commandos de chasse » dont la mission est de détecter et traquer les katibas de l’ALN.
Il est le fruit de la rencontre de trois hommes : le colonel Marcel Bigeard, le lieutenant Georges Grillot et Youssef Ben Brahim.
Son objectif principal est de délivrer la population de la domination du FLN, tout en éliminant les bandes armées de la mintaka 56 (subdivision d'une Wilaya).

### Composition
Le lieutenant Georges Grillot est assisté des lieutenants Armand Bénésis de Rotrou , et Youssef Ben Brahim .
Le commando est organisé selon les mêmes structures que l'ALN. À sa création, en 1959, il comprend quatre katibas comprenant chacune trois sticks de 10 hommes. En 1961, ses effectifs atteignent 240 hommes, organisés en 11 sticks comprenant chacun deux groupes de 11 harkis avec une mitrailleuse AA52.
Les membres du commando étaient tous des « Français de souche nord-africaine » (FSNA).

### Opérations
En 10 mois, le colonel Bigeard, grâce à l'action du commando, élimine à 80 % l'OPA (Organisation politico-administrative) du FLN  et obtient au combat des résultats exceptionnels. Le 27 aout 1959, la visite du général de Gaulle à Saïda consacre cette réussite  Il déclare à Youssef Ben Brahim : « Terminez la pacification, une ère nouvelle s'ouvrira pour l'Algérie ».

### Bilan
Le commando met hors de combat environ 1 000 algériens, une trentaine d’officiers dont 7 chefs successifs de la zone VI dans les secteurs de Saïda, Ain Sefra, Frenda, Sebdou, Géryville et Inkermann (Ouarsenis). Il est récompensé par 26 médailles militaires et 398 citations.
Après le cessez-le-feu, les autorités ayant refusé leur rapatriement en métropole, environ 60 à 70 des membres du commando sont assassinés lors de représailles. D'autres disparaissent dans les camps de l'ALN et un petit nombre est rapatrié en France grâce à l'intervention de la Croix-Rouge.
Le lieutenant Youssef Ben Brahim, né en 1927, rapatrié en Dordogne, est assassiné le 27 juillet 1968 par un de ses anciens fidèles qui lui reprochait une liaison avec sa femme.

## Traditions

### Devise
« Chasser la misère ».

### Insigne
« Croire et oser » ,,.

### Hommages
Le 18 juin 2010, le nom du « Lieutenant Youssef Ben Brahim », ce « chef sensationnel » selon le général Bigeard (décoré par le général de Gaulle, titulaire de la médaille militaire, de la croix de la Valeur militaire avec huit citations, dont trois à l’ordre de l’Armée, chevalier de la Légion d'honneur) a été donné par l’Armée de Terre à une promotion d’officiers formés à l’école d’application de l’infanterie (EAI) de Montpellier. À Montpellier, la cérémonie s’est déroulée en présence des fils et des filles de Ben Brahim, dont son fils, Akim Ben Brahim. Cet hommage à Youssef Ben Brahim avait été demandé par le général Bigeard,,.
L'association " Souvenir du Commando Georges" fut créée en 1997 dans le but de soutenir les anciens du commando et dissoute en octobre 2023 au décès des derniers membres. Le drapeau de l'association et les souvenirs furent déposés aux Invalides en décembre 2023.[réf. souhaitée]

### Fanion et décorations
Le fanion du commando Georges (commando 135, 1959-1962) a un croissant islamique et un poignard à la place de l'étoile. A l'intérieur du croissant est écrit "Georges" en allusion au surnom du commando. Le poignard est un symbole des actions de commando.

## Chefs de corps
- Commandant : Lieutenant Georges Grillot [17] promu capitaine en février 1960, il remplace le capitaine Amar Mohamed Ismail dit Smain [18],[19], ex officier du bureau des affaires musulmanes de Laghouat et ex chef de mintaka de la wilaya 5 du FLN[20].
- Adjoints : lieutenant Youssef Ben Brahim [21], lieutenant Jacques  Frécon (1961-1962) [22], lieutenant Armand De Benesis De Rotrou (1959-1961) [23],[24] en remplacement du lieutenant Philippe Durand-Ruel (1959) [25], sous-lieutenant Jean Louis (1959-1962) [26],[27].

## Faits d'armes
- 19 octobre 1960: capture de Ahmed Saadoun, chef de la zone 6 du FNL[28].
- 7 décembre 1959: arrestation de trois membres du FLN près de Saïda[29].
- 9 août 1959: arrestation du lieutenant Bouchikhi, chef de la zone 6 de la wilaya 5 (Oran/Mascara)[30]
- 7 avril 1959: arrestation de Si Driss, officier de renseignement et liaison[31].
- 17 juin 1959: arrestation du Capitaine SMAIN (SEGHIER Djilali)

## Sources et bibliographie
- Général G. Gaget, Le commando Georges, Grancher, 2000  (ISBN 2-7339-0683-6)
- Lieutenant-colonel Armand Bénésis de Rotrou, Commando "Georges" et l'Algérie d'après, Dualpha, 2009
- Pascal Le Pautremat, « Le commando Georges », Guerres mondiales et conflits contemporains 1/2004, no 213, p. 95-103
- Maurice Faivre, Les combattants musulmans de la guerre d'Algérie: des soldats sacrifiés, L'Harmattan, 2000
- Pierre Schoendoerffer et Jean Lartéguy, L'Algérie des combats,, Cinq colonnes à la une, 2 octobre 1959